# 大坑風景區

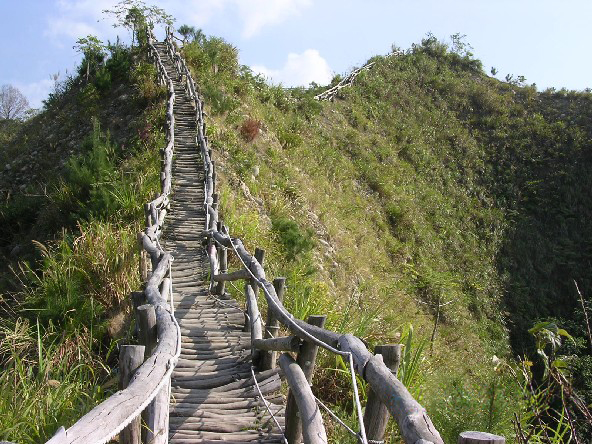
大坑風景區內的大坑登山步道

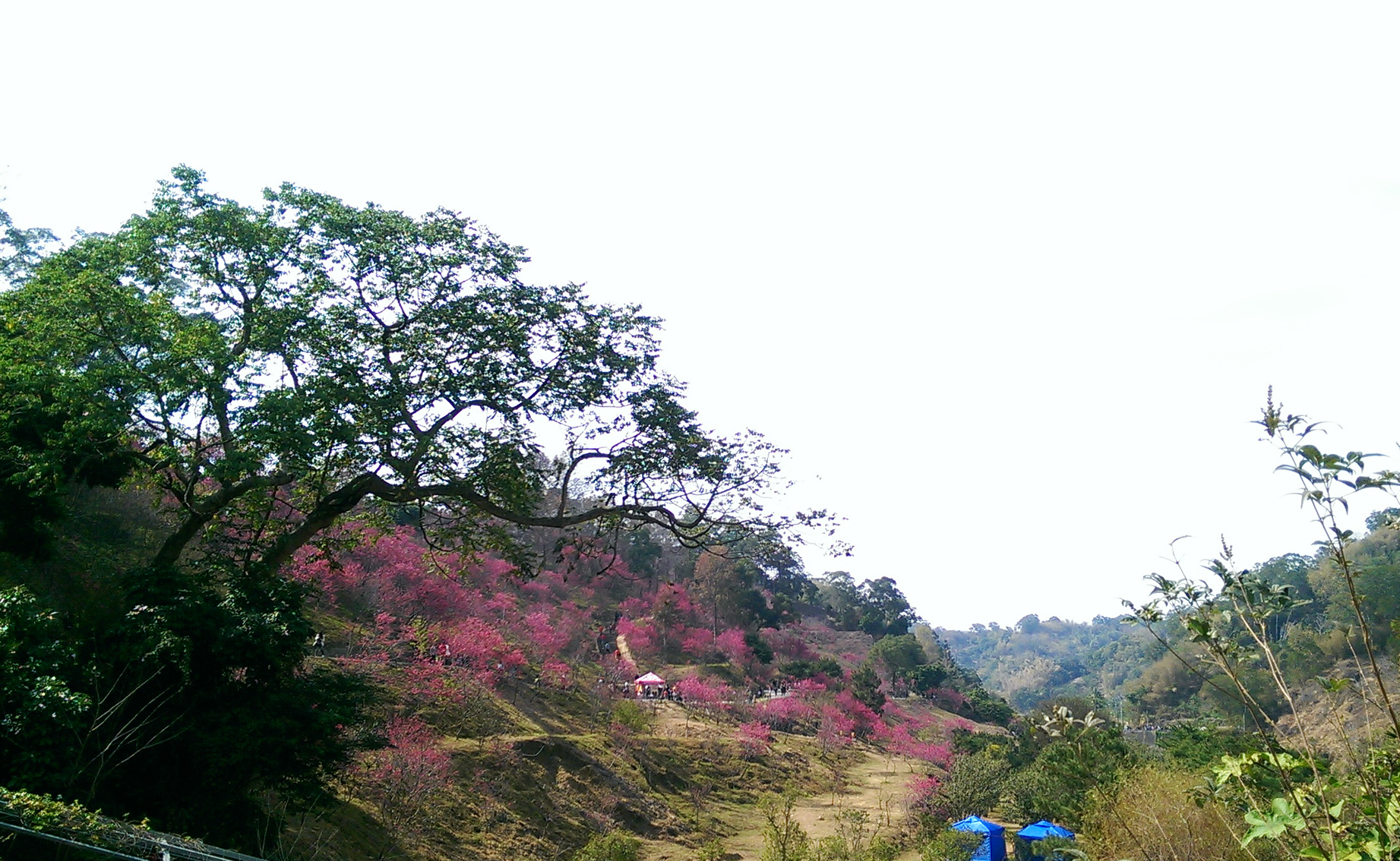
遠望大坑風景區內的濁水巷櫻花林

大坑風景區，是一個由臺中市政府於1976年開發成立的風景區，位於臺中市北屯區的山區。早期是台中市偏遠地區，為市區往新社的中繼站，近20年來隨著基礎建設陸續完工，交通逐漸發達，市況有長足成長。被譽為「臺中市的陽明山」，是臺中市重要的自然觀光景點，並於2014年獨立劃定為「臺中市大坑風景特定區」，目前由「臺中市政府觀光旅遊局風景區管理所」管理。

## 開發歷史

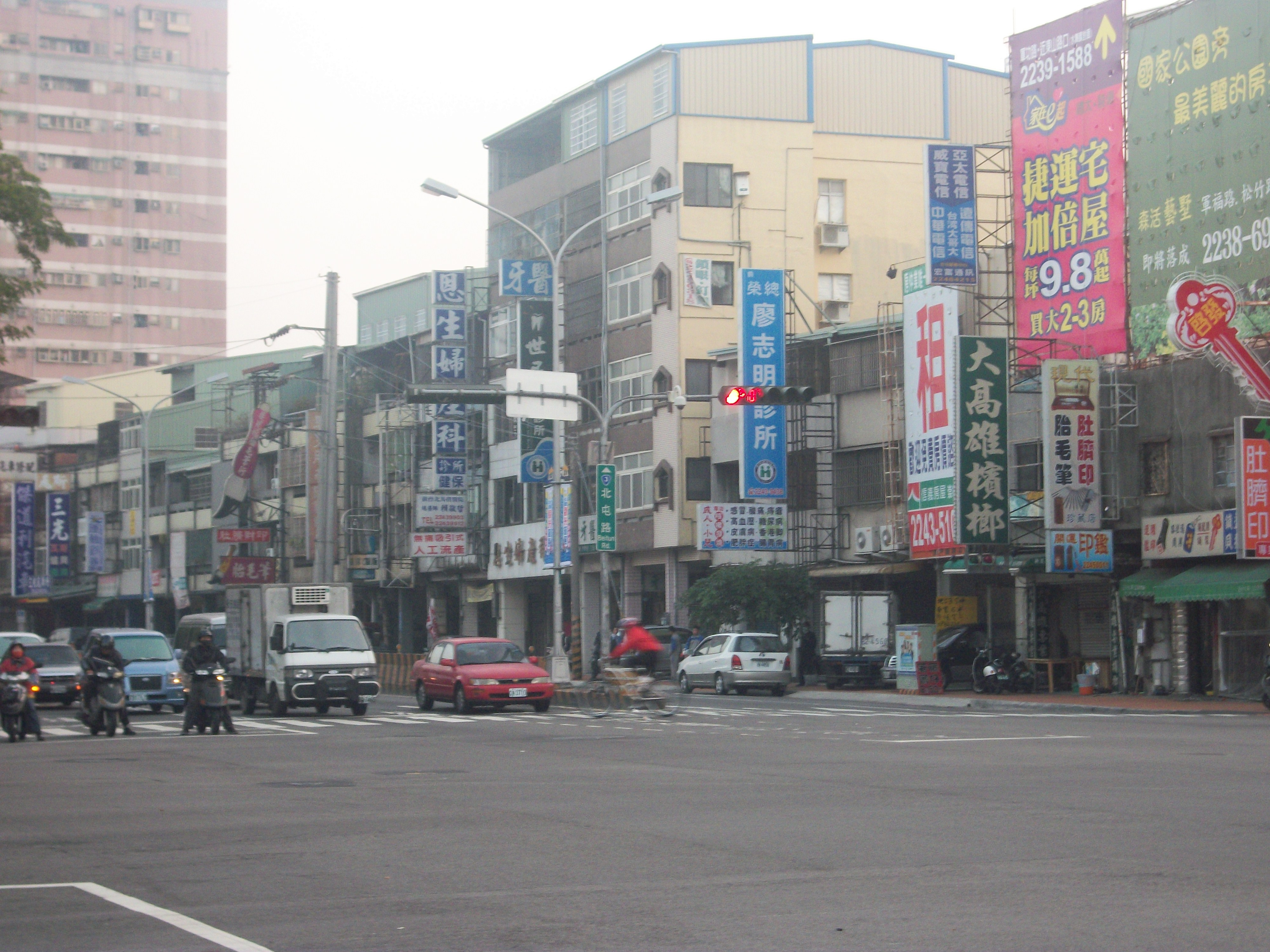
大坑風景區外的大坑口位於北屯路、文心路(圖左)與東山路(圖右)交叉口，但未入鏡。

大坑原為平埔族的活動地，後來客家人來此開墾，居民聚集於寬闊坑谷之中形成聚落，故名「大坑」。在今日三光里是地處交通要衝，故名「大坑口」。
日治時期，大坑設庄置三堡，此三堡即今民德里、大坑里、東山里。大坑曾為臺灣最早的煙草生產地之一，雖然現在煙葉業已沒落，但區域內還保留一、兩座煙樓供人緬惜；麻竹筍、柑橘、荔枝、文旦、文心蘭為目前此區的農產品。
1976年經臺中市政府開發成立風景區，涵蓋民德、大坑、東山、民政與廍子等五里。

## 自然水文
位於臺中市北屯區，屬於大坑頭嵙山系。面積廣達3300多公頃，海拔自112公尺至859公尺，北接新社區中興嶺，東臨頭嵙山，南接廍仔坑溪，西臨大里溪。
區域內有大坑溪、濁水坑溪、清水坑溪、橫坑溪、北坑溪及廍仔坑溪等六條溪流。包含30多種的落葉樹，在乾濕季節交替之際，景色可媲美奧萬大的秋風落葉，具備全臺中市自然度最高的特質。
921大地震後，車籠埔斷層穿越大坑，地層劇烈變動後，發現了溫泉資源，因而開啟了新的觀光型態。

## 登山步道[5][6]
大坑風景區目前有十二條登山步道，全長約17,000公尺，有分難易程度。附近有因921地震而形成的溫泉，還有原來的軍功國小、東山國中因921地震改建為大坑地震紀念公園，保留車籠埔斷層帶遺跡與留頹傾的校舍供教育使用，公園下方與9號步道相銜接，因停車方便、難度適中，是目前最多人假日休憩之去處。
1~5號步道在1980年由台中市府委託中興大學造園研究室規劃，後興建完工於1981年，位於頭嵙山西側，依照山脈及溪流交錯的天然地形興建。6~8號步道屬於輕鬆路線，闢建於1990年，位於西平山，三條步道都可抵達北屯區與潭子區交界處。9、10號步道為近年來才新建的步道。
| 編號      | 步道長度   | 路程      | 簡介 |
| --------- | ---------- | --------- | --- |
| 1號步道   | 約1566公尺 | 約90分鐘  | 有如身處熱帶雨林，因樹冠如傘般在山區連綿，走在步道上格外清涼舒適。五月到六月間，為步道內的油桐花花季。                                                                                      |
| 2號步道   | 約1200公尺 | 約120分鐘 | 清幽迷人的景色，最被人讚美，沿途設立平台與瞭望台，供人休憩。秋季入山，步道兩旁可看「無患子」樹結果實。                                                                                      |
| 3號步道   | 約1275公尺 | 約120分鐘 | 入山沿途有不少陡坡，可漫步山脊稜間、享受登高樂趣；步道的遮蔭較少，是賞鳥好所在，如: 保育類赤腹鷹、翠翼鳩。                                                                                  |
| 4號步道   | 約1810公尺 | 約120分鐘 | 步道高難度的首推四號步道，可欣賞頭嵙山青翠連綿的峰巒，景觀與九九峰非常類同。 |
| 5號步道   | 約2058公尺 | 約150分鐘 | 沿途經過多處視野良好展望點，包括黑松亭、高峰亭、頭嵙山頂、木塔；尤其頭嵙山頂標高為859公尺，為舊臺中市的最高點，可俯瞰臺中繁榮的市區與大肚山脈遙遙相望。                                     |
| 5-1號步道 | 約1583公尺 |           | 起於新社區協中街斜頭巷，終於5號步道黑松亭前。 |
| 6號步道   | 約1650公尺 | 約100分鐘 | 可抵觀音亭，上坡前步道旁盡是蕨類與姑婆芋等植物盤踞，區內擁有涼亭與兒童遊憩設施與大型桌椅等硬體設施。                                                                                        |
| 7號步道   | 約1250公尺 | 約60分鐘  | 位於軍功寮以北風動石森林公園附近，從登山口出發 |
| 8號步道   | 約950公尺  | 約40分鐘  | 步道沿途果園林立，道路的終點是與潭子區交界點風動石公園。 |
| 9號步道   | 約1700公尺 | 約40分鐘  | 2005年12月啟用，可以連接至原有的6號步道及10號步道，主要特色就是停車方便, 多為平坦之水泥路面，南望大里溪及廍子區段徵收，採用木棧道加木階梯的組合方式，路況良好又兼具運動養生功能的健身地點。 |
| 9-1號步道 | 約600公尺  |           | 2013年11月30日啟用，可以連接至原有的9號步道。 |
| 10號步道  | 約1200公尺 |           | 2008年3月啟用。與9號步道連通。 |

另有觀音山步道，登山口位於廓子路大坑橋橋頭附近，屬南觀音山 ，又名大坑觀音山 ，海拔318公尺，名列台灣小百岳#042。

## 景點
| | |
| 區內景點 - 大坑圓環（大坑商圈） - 大坑登山步道 - 大坑風動石公園 - 濁水巷櫻花林園（每年二月） - 中正露營區 - 蝴蝶及螢火蟲生態復育區 - 郭叔叔獼猴園 - 大坑溫泉 - 大坑情人橋 - 大坑地震紀念公園（軍功國小舊址） - 邱先甲墓園（歷史建築） - 海灣樂世界（原東山樂園址） | - 臺中國際高爾夫俱樂部 （页面存档备份，存于） - 紙箱王大坑園區 （页面存档备份，存于） - 心之芳庭 （页面存档备份，存于） - 陸光七村 - 三河弦 - 東東芋圓 - 竹之鄉 （页面存档备份，存于） 鄰近景點 - 自行車－大坑登山線 - 太原自行車步道 - 大坑溪自行車步道 - 頭汴坑溪自行車步道 - 新社花季 - 太平區頭汴坑休閒農業區 - 臺中市立屯區藝文中心 - 大台中環保市場（位於太原車站太原路旁） |

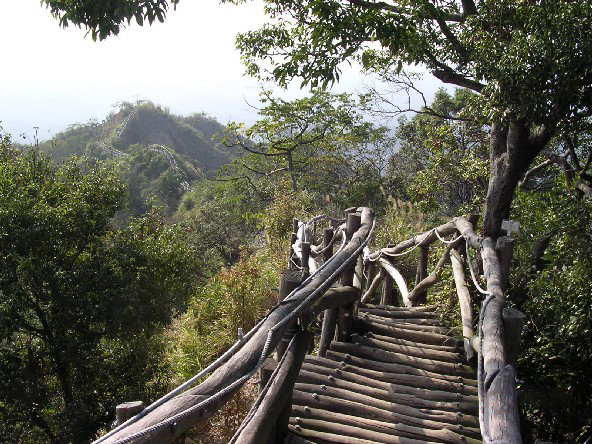
大坑登山步道
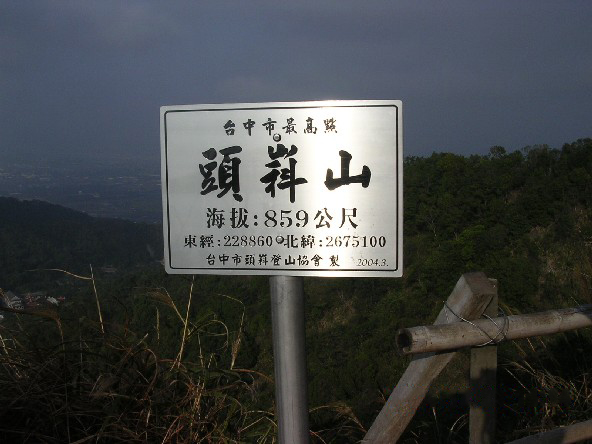
頭嵙山最高點
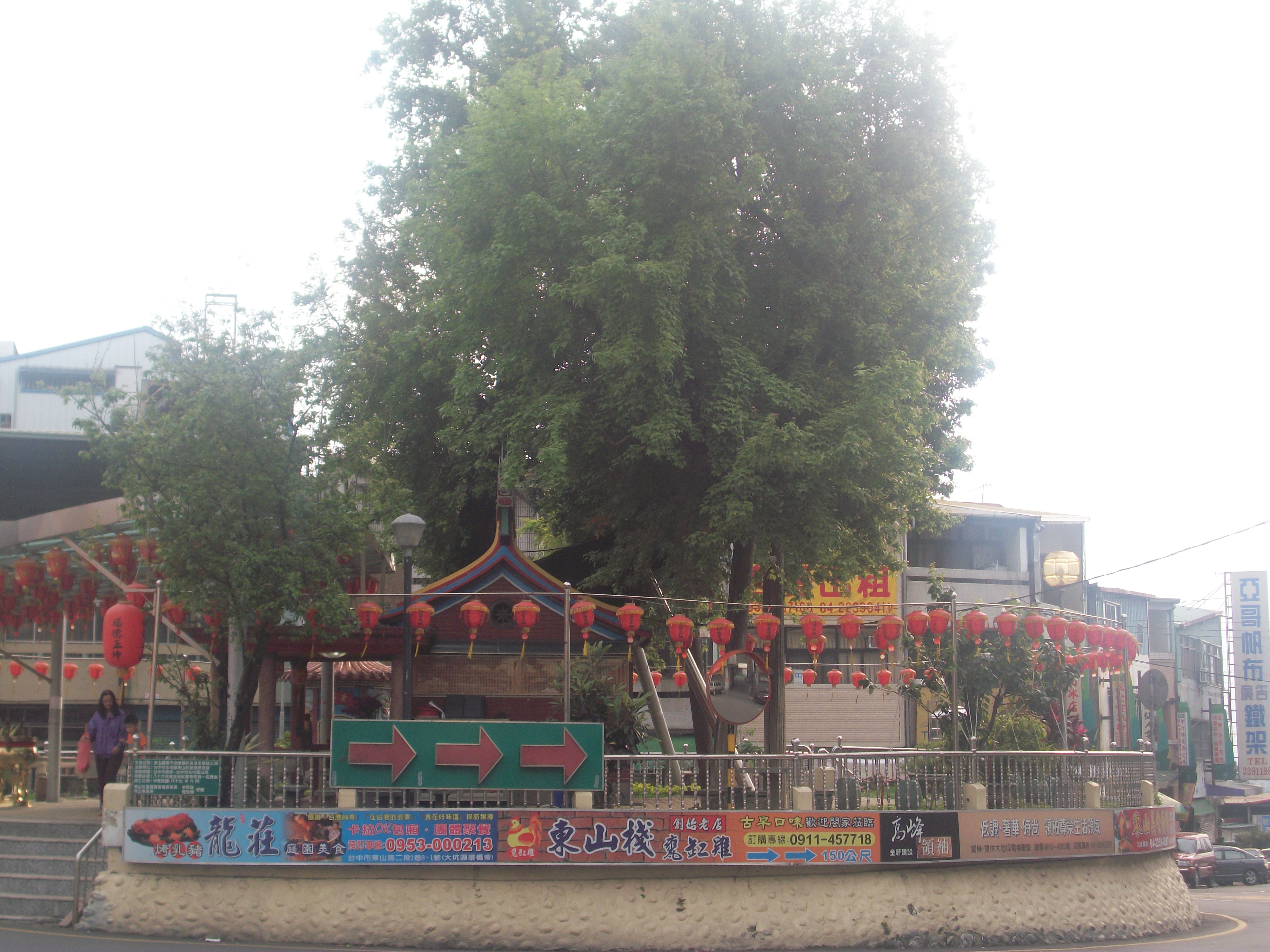
2014年前的大坑圓環景觀

## 交通
臺中市東山路（ 市道129號）為主要對外聯絡道路，並貫穿整區連結北屯與新社，可以從臺中市北屯路、文心路或松竹路接往東山路到達此區。
 台74線
- 22 松竹松竹交流道

臺中市公車
- 台中客運：15、66
- 豐原客運：270、271、276、277、51
- 仁友客運：21
- 統聯客運：85
- 中台灣客運：1、20
- 四方客運：68、922
- 通往中臺科技大學、廍子、太原車站、東光路、屯區藝文中心、國軍臺中總醫院方向：1、15、20、51、68、85
- 通往三貴城、貴城山莊、民德橋、橫坑巷、連坑巷、中興嶺、新社市區、東勢方向：21、66、270、271、276、277
- 通往軍功路、慈濟醫院、潭子車站方向：20、66
- 通往文心路、東海別墅、北屯路、一中商圈、道禾六藝文化館方向：1、15、21、68、85、270、271、276、277
- 通往臺鐵/捷運松竹站、舊社公園、北屯區公所、崇德路：922
- 停靠臺中車站：1、15、20、21、270、271、276、277
- 自行車：太原自行車道轉大坑溪自行車道進入此區。

## 教育單位
- 中台科技大學
- 臺中市立東山高級中學
- 臺中市私立華盛頓高級中學
- 臺中美國學校
- 臺中市北屯區大坑國民小學 （页面存档备份，存于）（舊名為臺中市北屯區光正國民小學）
- 臺中市北屯區逢甲國民小學 （页面存档备份，存于）
- 臺中市北屯區軍功國民小學 （页面存档备份，存于）

## 外部連結
- 大坑生態步道714 （页面存档备份，存于）
- 大坑美食溫泉 （页面存档备份，存于）
- 大坑風景區－臺中觀光旅遊網Taichung Tourism - 台中市政府 （页面存档备份，存于）
- 维基共享资源上的相關多媒體資源：大坑風景區